# Stazione di Nuovo Salario
La stazione di Nuovo Salario è una fermata ferroviaria di Roma situata sulla linea per Firenze.
È servita dai treni del servizio suburbano regionale FL1.

## Storia
La fermata fu attivata il 16 febbraio 1981 contemporaneamente all'attivazione del servizio ferroviario urbano da Roma Tiburtina a Monterotondo.

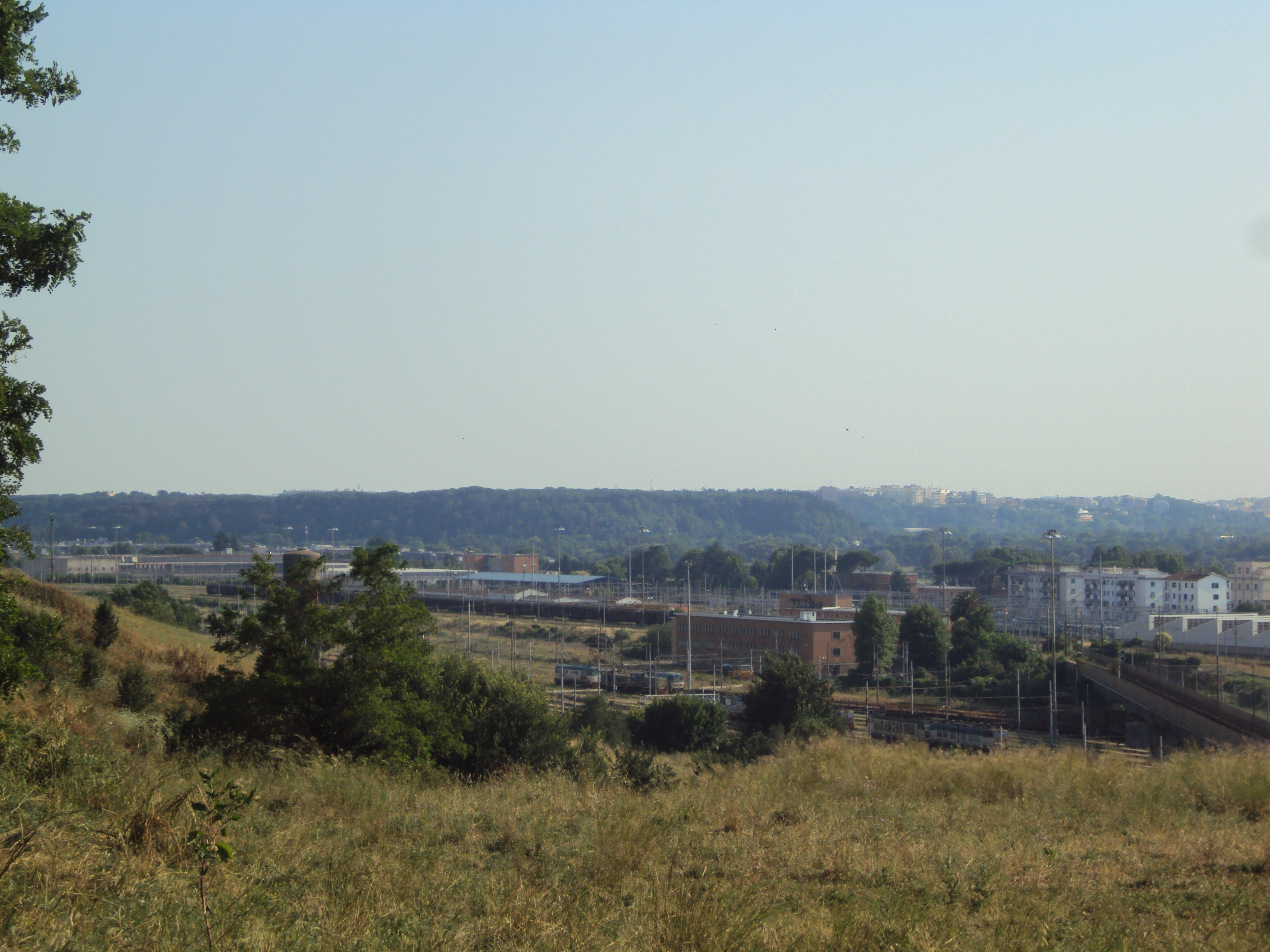
La stazione vista dal parco della Torricella

## Servizi
La tipica offerta nelle ore di punta nei giorni lavorativi è di un treno ogni 15 minuti per Fiumicino Aeroporto e Fara Sabina, un treno ogni 30 minuti per Poggio Mirteto e un treno ogni ora per Orte. Nei giorni festivi le frequenze sono dimezzate.
All'interno del sottopassaggio è presente una biglietteria automatica, un monitor per le partenze ed un bar (momentaneamente chiuso).

### Interscambi
- Capolinea e fermata passante linee autobus ATAC
- Nelle vicinanze è presente l'Aeroporto di Roma-Urbe